# 羅經 (成化進士)
羅經（1434年—？），字大常，江西南昌府南昌縣人，明朝政治人物。同進士出身。

## 生平
景泰七年丙子科江西鄉試第八十九名。成化二年（1466年）丙戌科會試第二百九十五名，殿試登進士第三甲第一百六十三名。

## 家族
曾祖父羅季新。祖父羅彥清。父亲羅文彬。